# Floricica (soi de struguri)
Floricica este un soi de struguri albi pentru vin. A fost creat în cadrul Institutului Național de Viticultură și Vinificație al Republicii Moldova în 1968 prin încrucișarea soiului alb de struguri Riesling de Rhin și Dattier de St. Vallier (Seyve Villard 20-365). Autorii sunt N. Guzun, T. Olari, M. Țîpco, V. Sandu, B. Găină, S. David, P. Nedov și M. Cernomoreț. Soiul a fost omologat în 2006.

## Caractere ampelografice
Butucii soiului Floricica au vigoare medie de creștere, frunzele reniforme, floarea bisexuată, strugurii aripați (cu 2-3 ramifi cații), sunt compacți, de mărime medie (150– 175 g), bobul este de mărime medie, rotund, de culoare verde-deschis. Pulpa este zemoasă, cu arome specifice, pielița subțire și dură.

## Caracterizarea agrobiologică
Perioada de vegetație de la desfacerea mugurilor până la maturarea deplină a boabelor parvine în a treia decadă a lunii septembrie, perioadă în care soiul acumulează 210–220 g/dm3 de zahăr, cu o aciditate de 8,1 g/dm3. Maturarea lăstarilor este bună. Ponderea lăstarilor fertili ajunge până la 76–89%. Recolta medie de struguri este între 14 și 17 t/ha. Gradul de maturare a lăstarilor ajunge până la 90%.
Soiul Floricica este rezistent la ger (-23 °C) și la condițiile de iernare, posedă regenerare înaltă. Posedă rezistență înaltă la mană, făinare și putregaiul cenușiu. Se cultivă prin butași altoiți pe portaltoaiele RxR 101-14, Kober 5BB și BxR CO4, care se aleg reieșind din condițiile de climă și de sol ale zonei de cultivare.
Soiul Floricica este recomandat pentru producerea vinurilor albe de calitate, cupajate, de consum curent și în calitate de materie primă pentru vinurile spumante.